# Color imposible

Mientras que los colores opuestos se cancelan unos a otros, en este caso los restos de color en el eje vertical se siguen percibiendo. Sin embargo, bajo condiciones especiales, se puede ver una mezcla de colores opuestos sin la interferencia de los colores restantes.

Los colores imposibles son aquellos que, según muchos investigadores, sólo pueden ser percibidos bajo condiciones específicas. Ejemplos de colores imposibles son el verde rojizo y el amarillo azulado. No el amarillo que se obtiene al mezclar luz roja con luz verde, o el tono verde intermedio entre el amarillo y el azul en el espectro visible, sino a colores supuestamente únicos, completamente «nuevos». Algunos de estos fenómenos pueden ser explicados por procesos como la fatiga de los conos en la retina del ojo.

## Proceso opuesto
El proceso opuesto de color es una teoría de color que afirma que el sistema visual humano interpreta la información del color a partir de procesos realizados en conos y bastones de un modo antagonista. Los tres tipos de conos coinciden en las longitudes de onda de la luz a las que responden; luego es más eficiente para el sistema visual registrar las diferencias entre las respuestas de los conos, en lugar de la respuesta individual de cada tipo de cono. La teoría del color opuesto sugiere que hay tres canales opuestos: rojo contra verde, azul contra amarillo, y negro contra blanco (el último tipo es acromático y detecta variación de luz y sombra, o luminancia). Las respuestas de un color de un canal opuesto son antagónicos a aquellos de los del otro color.

## Investigación
En 1983, Hewitt Crane y Thomas Piantanida construyeron un artefacto que tiene un campo rojo para un ojo y verde para el otro (o en algunos casos, amarillo-azul). A diferencia de los equipos usados en pruebas más simples, el artefacto tenía la habilidad para seguir los movimientos involuntarios del ojo, y ajustar sus espejos de manera que la imagen parecía estar perfectamente estable para cada ojo. Esto permitió la mezcla de los dos colores en el cerebro, sin producir verde para una prueba de amarillo-azul, ni marrón para una prueba de rojo-verde, sino colores completamente nuevos. Algunos de los voluntarios del experimento aún informaron que después de éste, todavía podían imaginar los nuevos colores durante un período de tiempo.

Algunas personas son capaces de ver el color «amarillo-azul» en esta imagen. Permita que sus ojos se crucen hasta que los dos símbolos + estén en uno encima del otro.

Otros investigadores niegan la existencia de colores prohibidos por la teoría opuesta y dicen que son, en realidad, colores intermedios.
De hecho, la premisa de esta investigación es en gran parte defectuosa, ya que la segregación del azul/amarillo y rojo/verde ocurre en la retina, y la información de los dos ojos no se combina. El tipo de estímulo rivalidad binocular usado en el experimento de Crane y Piantanida de 1983 ya había sido estudiado por B. B. Breese. Este estímulo a menudo resulta en el paradigma de que solo percibes la entrada de un solo ojo a la vez.

## En la ficción
En 1927, el escritor estadounidense H. P. Lovecraft escribió un cuento llamado «El color que cayó del cielo» donde un meteorito impacta en la granja de una familia en Nueva Inglaterra. El meteorito contiene un misterioso glóbulo de un color que fue «casi imposible de describir», con una nota que dice que esto fue «solamente por analogía» que los profesores estudien el glóbulo llamándolo color.
En 1955, el poeta Robert Graves escribió «Un incidente galés», donde algo inusual venido de las cuevas marinas de Criccieth es descrito como «todos los colores sin nombre, los colores que te gustaría ver».
Octarino es el octavo color imaginario de Terry Pratchett, descrito como un «púrpura amarillo verdoso». En los Cuentos de Don Verídico de Julio César Castro aparece un personaje llamado Rosadito Verdoso.
Un bulo o una grabación burlesca por Negativland, incluyen al personaje ficticio Crosley Bendix, afirmando que ha encontrado algo nuevo, «el cuarto color primario», llamado «squant».